# Gamifikáció
Az emberek motiválása játékok működési mechanizmusainak játékelemeinek a felhasználásával valamilyen munkához, tanuláshoz, tehát nem játékhoz kötődő cél elérése érdekében. A gamifikáció egyfajta ösztönző, motiváló rendszer kialakítására utal. Olyan folyamatokat szoktunk gamifikálni, amiken mi szeretnénk, hogy az emberek végigmenjenek, de ők nem éreznek erőteljes késztetést erre. Tehát a gamifikáció a motiválás egyik módszere.

## A gamifikáció fogalma
A gamifikáció koncepcionális játék elemek felhasználását jelenti nem játék kontextusban (Deterding, Dixon, Khaled, Nacke, 2011). A gamifikáció szóban a ’game’ olyan játékra vagy játszásra utal, amely szabályok által strukturált küzdelem valamilyen cél elérése érdekében. 
Mit is értsünk koncepcionális játék elemek alatt? Reeves és Read (2010) tíz fő alkotóelemet sorol ide, többek között az önkifejező karakterválasztást, a narratív kontextust, a visszajelzést, a szinteket, az eszköz beszerző helyeket (pl. a piacokat), az explicit és szigorúan végrehajtott szabályokat, a csapatokat és az időnyomást.
Bár a gamifikációs példák túlnyomó többsége digitális, a fogalom nem csak virtuális világon belül alkalmazható.

## Példa a gamifikációra
A River City című játék a tudományos gondolkodás eszköztárának elsajátítását célozza meg, elsősorban kevés elköteleződést mutató. alacsony színvonalon teljesítő diákok számára (Nelson, Ketelhut, Clarke, Bowman, Dede, 2005). A játék során a gyerekek azt gyakorolják, hogyan viselkedik egy tudós: együttműködésben azonosítanak problémákat, megfigyelnek, következtetnek, hipotéziseket alkotnak és tesztelnek, majd ezek alapján vonnak le következtetést a jelenség lehetséges okairól. A River City virtuális világát egy város és a várost keresztül szelő folyó alkotja. A városban számos intézmény található, például egyetem és kórház. A különböző domborzati viszonyok befolyásolják a víz lefutását. A tanulók maguk népesítik be a várost, háromfős csapatokban. 
A tanulók hipotézist állítanak fel három féle River Cityben megjelenő betegséggel kapcsolatban (vízben terjedő, levegőben terjedő és rovarok által terjesztett betegségek). A három féle betegség történelmi, társadalmi és földrajzi kontextusba van beágyazva, így a diákoknak a valóságos kutatásokhoz hasonlóan komplex környezetben megjelenő kusza jelenséghalmazon kell vizsgálódnia. A projekt végén a diákok összehasonlítják saját kutatásukat a többi csoportéval, így számos további hipotézist és megközelítési módot is megismernek. 
A River City-t játszó középiskolás diákok egy csoportját vizsgálták (Dede, Clarke, Ketelhut, Nelson, Bowman, 2005). A játékosok szignifikánsan jobban teljesítettek biológiából a többieknél. A River City-t használó osztályok magasabb elköteleződést mutattak reáltárgyak terén, magasabb részvételi arány mellett.
A tudományos gondolkodás készsége nem alakul ki magától, így oktatási és kulturális eszközökkel kell támogatni kialakulását (Morris, Croker, Zimmerman, Gill, Roming, 2013). A video játékok olyan kulturális eszközöknek tekinthetők, ami a tudományos jártasság három fő területét tudják támogatni: a tényanyag elsajátítását, a feldolgozási készségeket és a tudomány természetének megértését.
A számítógépes játékok számos más területen is jól használhatók ismeretek, illetve készségek megszerzésére. Jelen trendek szerint is leggyakrabban az oktatás területen használnak videojátékokat a szórakozáson túlmutató célkitűzésekkel (Hamari, Koivisto, Sarsa, 2014).

## Modern motivációs elméletek
Motiváltnak lenni azt jelenti, hogy késztetést érzünk, hogy valamit megtegyünk, míg lendület és inspiráció hiányában motiválatlannak tekintjük a személyt (Ryan és Deci, 2000b). A motiváció változó szintű (pl. mennyire vagyunk motiváltak) és különböző irányultságú lehet: egy tanuló kíváncsiságából fakadóan rendkívül motivált lehet házi feladatának elvégzése során, de ugyanezt eredményezheti az az igénye is, hogy tanára elvárásainak megfeleljen. 
Leggyakrabban a motivációk két csoportját különböztetjük meg (Ryan és Deci, 2000b). Intrinzik (belső) motivációról beszélünk, amikor valamit azért teszünk, mert magát a tevékenységet érdekesnek vagy élvezetesnek találjuk. Extrinzik (külső) motiváltság esetén a tevékenységünket valamilyen kedvező eredmény, pozitív következmény vezérli. Utóbbira példa, amikor a diák célja a tanulással a jó érdemjegy, és ezáltal a magasabb ösztöndíj megszerzése. 
Az embereket intrinzik motiváció hajtja bizonyos tevékenységek során, míg mások ugyanezt a tevékenységet nem élik meg ösztönzően. Nincs olyan tevékenység, amire mindenki belsőleg motivált lenne (Ryan és Deci, 2000b). 
Két jelentős, modern motivációs elméletet ismertetek röviden dolgozatomban: az Öndeterminációs elméletet és a Flow (Áramlat) elméletet.

### Öndeterminációs elmélet
Az Öndeterminációs elmélet (Ryan és Deci, 2000a) szerint a magas fokú motiváció és elköteleződés feltételei az autonómia, a kompetencia és a másokhoz tartozás. Ezek együttes megléte fokozza a teljesítményt, a kitartást és a kreativitást. Ha ezen feltételek bármelyike nem adott egy bizonyos helyzetben, az jelentős negatív hatást gyakorol jóllétünkre. Az Öndeterminációs elmélet az olyan emberi viselkedéseket, mint előítélet vagy agresszió a fenti alapvető szükségletek hiányára való reakcióként értelmezi. 
A Kognitív Értékelési Elmélet (Ryan és Deci, 2000b), az Öndeterminációs Elmélet részeként, a társas helyzetek azon faktorait határozza meg, amelyekkel az intrinzik motivációban bekövetkező változékonyság magyarázható. Az elmélet szerint a személyközi események és azok jellemzői, mint például a jutalmazás, kommunikáció vagy a visszajelzés, a kompetencia érzését erősítik egy adott tevékenység kapcsán, ezzel növelve intrinzik motivációnkat. Ennek összhangban, a megfelelő kihívások, a hatékonyság elősegítését szolgáló visszajelzések és a becsmérlő értékelésektől mentes közeg az intrinzik motiváció emelkedését eredményezi. A kompetencia önmagában azonban nem vezet fejlődéshez, ha az autonómia igénye sérül.

### Flow
Csíkszentmihályi (1997) Flow elmélete szerint, ha a tudatba áramló információ összeegyeztethető a célokkal, akkor a pszichotikus energia erőfeszítés nélkül áramlik bennünk. A flow élményt elősegítő tevékenységek autotelikus, önmagáért való tevékenységek: miközben benne vagyunk, magára a tevékenységre figyelünk, nem pedig a következményére.
A flow élmény keletkezésének alapvető feltételei a világos cél, az azonnali visszacsatolás, valamint egy olyan feladat, amelynek megoldásához meg van a kellő jártasságunk, de nem találjuk könnyűnek (Dweck és Eliot, 2005). A flow élményt (Nakamura és Csíkszentmihályi, 2002) nagyfokú összpontosítás, a tevékenység feletti uralom érzése, a tevékenység és a tudatosság összeolvadása jellemzi. Saját magunk észlelése megszűnik. Időészlelésünk megváltozik, általában rövidebbnek érezzük az eltelt időt. A tevékenységet magát jutalomértékűnek éljük meg.
A társas tevékenységek szintén flow tevékenységekké válhatnak (Hektner, Schmidt, Csíkszentmihályi, 2007). Ezekben a helyzetekben a másik ember a környezet részeként támogathatja a flow élmény fenntartását: kihívást adhat vagy visszajelezhet teljesítményünkkel kapcsolatban.

### Az idő perspektíva hatása a belső motivációra
Az életünkből hátralévő idő észlelése hatással van az implicit motívumok működésére. Minél korlátozottabbnak tartjuk hátralévő időnket, annál magasabb szintű belső motivációt élünk meg. Ennek megfelelően az idősebb felnőtteknél magasabb intrinzik motivációs szintet találtak, mint a fiatal felnőtteknél (Valero, Nikitin, Freund, 2015).

## Motivációs elméletek a gamifikáció tükrében

### Kompetencia helyett a bizonytalanság ösztönöz
A Kognitív Értékelési Elmélet az észlelt kompetenciát jelöli meg, az autonómia mellett, kulcsfontosságú pszichológiai konstruktumként, ami az intrinzik motivációval végzett tevékenységek élvezetéhez vezet. Abuhamed, Csíkszenmihályi és Jalal 2015-ös kutatása alapján azonban úgy tűnik, hogy a játékok esetében ez nem érvényes. Eredményeik azt támasztják alá, hogy a legélvezetesebb játékok nem azok közül kerülnek ki, amelyek az észlelt kompetenciát maximalizálják, hanem amelyeknél az eredmény bizonytalansága magas. Egy tenisz meccs során például, ha két nagyon különböző színvonalú játékos méri össze tudását, akkor az alacsonyfokú bizonytalanság negatív hatással lehet a játék élvezeti értékére, illetve az újrajátszási hajlandóságra is, az erősebb játékos esetén is. Ez alapján a kompetencia észlelése nem tekinthető az intrinzik motiváció alapfeltételének.

### Az optimális kihívás eredménye bizonytalan
A Flow elmélet az optimális kihívásokat tartja az Áramlat állapot eléréséhez szükséges feltételnek. Optimális kihívás alatt pedig a készségeknek megfelelő kihívásokat tekintjük. A fenti kutatás talán magyarázatot adhat arra, miért az optimális kihívások okoznak örömöt: mert bizonytalan végkifejletük (Abuhamed, Csíkszenmihályi, Jalal, 2015). 
Ez az elgondolás segít megmagyarázni azt a jelenséget is, hogy számos játék egyértelműen célorientált (pl. szerencsejátékok), nem jelentenek kihívást és mégis élvezik őket az emberek.

### A társas aspektus
A játék közben megjelenő flow élményt társas interakciók beépítésével is támogatják. Így kielégítik az Öndeterminációs elméletben megjelenő másokhoz tartozás igényét, valamint segítik a társas flow élmény kialakulását. A Gameflow modell (Sweetser, Wyeth, 2005), ami a játékosok által átélt élvezeti szint mérését szolgálja, a flow állapotot előidéző koncepcionális játék elemek listáján megtalálható egy társas dimenzió is. Ennek legfontosabb kritériumai, hogy a játék támogatja a versengést, az együttműködést, a társas interakciókat a játékosok között, a játékon belüli közösségeket és a játékon kívüli közösségeket.

## A gamifikáció hatékonyságának mérése
Egyre nő azoknak a cégeknek a száma, akik gamifikációs szolgáltatásokat nyújtanak. Komoly térnyerés tapasztalható oktatási, szervezetfejlesztési Archiválva 2019. április 4-i dátummal a Wayback Machine-ben és marketing területen. De vajon mennyire igazolt a gamifikáció hatékonysága?
A gamifikáció pozitív hatásai sok esetben kimutathatóak, de nagyban függenek a gamifikált kontextustól, illetve a játékosított folyamat felhasználóitól (Hamari, Koivisto, Sarsa, 2014). A legtöbb tanulmány pozitív eredményekről számol be a megfigyelt motivációs elemek kapcsán, például a toplisták (leader board), trófeák (achievement), kitűzők, szintek, kerettörténet, egyértelmű cél, visszajelzés, jutalom, fejlődés, kihívás tekintetében.
Bizonyos szerzők (Hamari, 2013; Farzan és mtsai, 2008) úgy találták, hogy a gamifikáció pozitív hatásai pusztán az újdonságnak tudhatók be, hosszú távú hatást nem tud kiváltani.
Az oktatás/fejlesztés célú gamifikációs vizsgálatoknál többnyire megnövekedett motivációs és elköteleződési szintet találtak. Ugyanakkor hátrányként említették a fokozódó versengést (Hakulinen, Auvinen, Korhonen, 2013). Domínguez és mtsai (2013) cikkükben a gyakorlati feladatokban nyújtott teljesítmény emelkedése és a magas szintű kezdeti motiváció mellett az írásbeli feladatokban nyújtott rossz teljesítményről és az órai aktivitás csökkenéséről számoltak be.
A gamifikáció, és ezen belül az oktatás/fejlesztés célú játékok hatékonyságának tesztelése az általánosan bevett kísérleti dizájnt, az előteszt – képzés/fejlesztés – utóteszt formát követi (Girard, Ecalle, Magnant, 2012). A kontroll csoport meghatározására nincs általánosan elfogadott szabály. Három különböző eljárásra van lehetőség: (1) a kontroll csoport tagjai semmilyen képzést/fejlesztést nem kapnak, (2) a kontroll csoport tagjait tradicionális módszerekkel oktatják/ fejlesztik és (3) a kontroll csoport tagjait egy azonos célra fejlesztett másik játékkal képzik/fejlesztik. Girard és munkatársai a hatékonysági tesztek során minimum két kontroll csoportot javasolnak: egy képzésben/fejlesztésben nem részesített csoportot, illetve egy alternatív módszerrel fejlesztett csoportot.
A hatékonyság vizsgálatánál fontos megemlíteni, hogy Lieberoth (2015) kutatásának eredménye alapján a keretezés, a kerettörténet a pszichológiai hatás jelentős részéért felelős. Tehát ha egy folyamatot nem dolgozunk át részleteiben, csak játék „köntösébe bújtatjuk”, úgy is jelentős hatást érhetünk el, míg a fejlesztéshez szükséges idő és költség jelentősen csökken.
További információk találhatók a Gamification oldalon.